# 相可町
相可町（おうかちょう）は三重県多気郡にあった町。現在の多気町の北東端、櫛田川の中流右岸にあたる。

## 地理
- 河川：櫛田川、佐奈川

## 歴史
- 1889年（明治22年）4月1日 - 町村制の施行により、多気郡相可村・荒蒔村・兄国村・西池上村・東池上村・弟国村・朝長村・河田村の区域をもって相可村が成立。
- 1919年（大正8年）6月20日 - 町制施行して相可町となる。
- 1955年（昭和30年）3月31日 - 多気郡佐奈村・津田村と新設合併して多気町が発足。同日村廃止。

## 交通

### 鉄道路線
- 日本国有鉄道
  - 紀勢東線（現・紀勢本線）：相可口駅（現・多気駅） - 相可駅
  - 参宮線：相可口駅

### 道路
- 国道170号（現・国道42号）

## 出身者
- 荻田悦造 - 衆議院議員、弁護士